# Центральный научно-исследовательский институт туберкулёза
Центральный научно-исследовательский институт туберкулёза (ЦНИИТ) — институт, специализирующийся на исследованиях и лечении туберкулёза.

## История
Был создан в 1921 году как Государственный туберкулёзный институт Наркомздрава РСФСР. Входил в состав Государственного института народного здравоохранения. В то время Туберкулёзному институту относились туберкулёзный диспансер, санаторий «Высокие горы» в Москве, санаторий «Крюково», детский лёгочный санаторий «Белая ромашка» у платформы Яуза, санаторий «Захарьино», санаторий для больных костно-суставным туберкулёзом «Сокольники».
Институт в разное время носил разные названия. С 1929 года это — Центральный институт туберкулёза Наркомздрава РСФСР, с 1938 года — институт по проблеме «Туберкулёз». С 1945 года — институт в системе Академии медицинских наук СССР, с 1962 года — Министерства здравоохранения СССР под нынешним названием «Центральный научно-исследовательский институт туберкулёза».
В институте в разное время работали учёные в области фтизиатрии: академики АМН СССР: Т. П. Краснобаев, А. И. Струков, Н. А. Шмелёв, Л. К. Богуш, А. Г. Хоменко; члены-корреспонденты А. Е. Прозоров, В. А. Равич-Щербо; профессора: Н. Г. Стойко, А. Е. Рабухин, З. Ю. Ролье, К. В. Помельцов, М. П. Похитонова, Ф. Л. Элинсон, С. В. Массино, С. Е. Незлин, М. И. Ойфебах, М. М. Бременер, А. И. Каграманов, Н. И. Герасименко, В. Г. Штефко, В. И. Пузик, О. А. Уварова, М. М. Авербах и др.
В настоящее время в институте работают 207 специалистов, включая 18 профессоров, 48 докторов и 82 кандидата медицинских наук.
Больные проходят в институте диагностику и лечение с использованием химиотерапии, внутрикожной вакцинации и др.
В учреждении имеется свой диссертационный совет, аспирантура, ординатура, докторантура. Научные работы в институте посвящены исследованиям механизмов действия противотуберкулёзных препаратов, иммунодиагностике туберкулёза, разработкам новых вакцин, клеточной терапии туберкулёза и др.
За время работы института в нём были разработаны методы химиопрофилактики и химиотерапии туберкулёза, созданы методы хирургического лечения больных туберкулёзом лёгких и плевры, проводились исследования в области иммунологии, направленные на изучение устойчивости к болезни.

## Структура
В составе института — лаборатории функциональной, биохимической и клинической диагностики, лечебные корпуса, санатории, научный музей истории ЦНИИТ. В музее находятся экспонаты, собиравшиеся ещё с 1901 года доктором Блюменталем Ф. М. по тематике борьбы с тубёркулезом в России и за рубежом.
В ЦНИИТ имеется 9 научно-исследовательских отделов с отделениями на 400 коек, научная группа по изучению сопутствующих заболеваний и др.

## Руководство
Первым директором Центрального научно-исследовательского института туберкулеза был профессор Виктор Александрович Воробьёв.
Институтом в разное время руководили В. А. Воробьёв, Шифман, Хольцман, З. А. Лебедева, Н. А. Шмелев, А. Г. Хоменко, В. В. Ерохин.
Директор ФГБНУ «ЦНИИТ» с 2014 года — Атаджан Эргешович Эргешов.